# تماس صفر
تماس صفر یا بدون تماس (به انگلیسی: Zero Contact) فیلمی محصول سال ۲۰۲۱ و به کارگردانی ریک دوجداله است. در این فیلم بازیگرانی همچون آنتونی هاپکینز، کریس بروشو، ورونیکا فرس و الکس پانوویچ ایفای نقش کرده‌اند.